# Jinja, Uganda
Jinja (tiếng Soga: Idindha) là một thành phố ở vùng Đông, Uganda, nằm trên bờ bắc của hồ Victoria. Theo ước tính năm 2020, dân số thành phố là 300.000 người.

## Lịch sử
Thành phố được thành lập vào năm 1901 bởi những người định cư gốc Anh. Nó được quy hoạch dưới thời thuộc địa vào năm 1948 bởi Ernst May, kiến trúc sư và nhà quy hoạch đô thị người Đức. May cũng thiết kế sơ đồ quy hoạch đô thị cho Kampala, thủ đô của đất nước Uganda. Các khu ổ chuột trong khu vực đã được tái quy hoạch, khiến hơn 1.000 cư dân phải di dời vào những năm 1950.
Jinja là một trong những thành phố của Uganda bị ảnh hưởng bởi Chiến tranh Uganda – Tanzania 1978–1979. Sau khi Kampala thất thủ trước liên quân của Lực lượng Phòng vệ Nhân dân Tanzania (TPDF) và Quân Giải phóng Quốc gia Uganda (UNLA), Tổng thống Idi Amin đã chạy trốn đến Jinja. Ở đó, ông cố gắng tập hợp các tàn dư của Quân đội Uganda. Theo nhà báo Nelson Bwire Kapo, Amin thậm chí đã tuyên bố Jinja là thủ đô mới của Uganda, nhưng nhanh chóng trốn đến Arua và từ đó sống lưu vong.

## Địa lý
Jinja nằm trong quận Jinja, tiểu vùng Busoga, vùng Đông Uganda. Nó cách thủ đô Kampala khoảng 81 km (50 mi) về phía đông.
Thành phố nằm dọc theo bờ phía bắc của hồ Victoria, gần nguồn sông Nin Trắng. Jinja nằm trên độ cao trung bình 1.204 mét (3.950 ft) so với mực nước biển.

## Giao thông
Jinja là một nhà ga chính trên đường sắt Uganda, đồng thời có một cảng chuyên phục vụ các chuyến phà gần hồ Victoria.
Sân bay Jinja, một sân bay dân dụng và quân sự nhỏ, nằm cách khu trung tâm thành phố khoảng 4 km (2,5 mi) về phía bắc. Nó có một đường băng dài hơn 1600 m.
Cây cầu Nguồn của Sông Nin được xây dựng bắc qua sông Nile, kết nối thị trấn Njeru với Jinja. Việc xây dựng bắt đầu vào năm 2013 và được đưa vào vận hành ngày 17 tháng 10 năm 2018.

## Giáo dục
Các cơ sở giáo dục chính trong thành phố gồm có: Trường Cao đẳng Tham mưu và Chỉ huy Cấp cao Uganda, Trường Cao đẳng Quốc phòng Uganda, Trường Cao đẳng Busoga và Trường Cao đẳng Jinja.

## Người nổi tiếng
- Tarique Ghaffur, cảnh sát Anh[20]
- Zari Hassan, nhạc sĩ và doanh nhân